# Martin Campbell
Martin Campbell (nascut el 24 d'octubre de 1943 a Hastings, Nova Zelanda) és un director de TV i cinema neozelandès. Ha dirigit dues pel·lícules de James Bond, Goldeneye de 1995, protagonitzada per Pierce Brosnan, i Casino Royale  del 2006, protagonitzada per Daniel Craig, i va ser el primer director de pel·lícules Bond des de John Glen a dirigir més d'una pel·lícula. També va dirigir dues pel·lícules del Zorro, La màscara del Zorro (1998) i La llegenda del Zorro (2005), protagonitzades les dues per Antonio Banderas i Catherine Zeta-Jones.
A la televisió, el seu treball més conegut és el serial de la BBC Edge of Darkness, del 1985, pel qual va guanyar el Premi de l'Acadèmia de Televisió Britànica, com a millor director el 1986. Abans, Campbell era conegut per alguns dels episodis més orientats a l'acció de la sèrie de TV The Professionals (1977- 1983). El gener de 2009 es confirmava que Campbell dirigirà l'adaptació cinematogràfica de l'heroi dels còmics Green Lantern.

## Filmografia

### Director de cinema
- The Sex Thief (1973)
- Three for All (1975)
- Eskimo Nell (1975)
- Intimate Games (1976, no surt als crèdits)
- Llei criminal (1988)
- Defenseless (1991)
- Evasió d'Absolom (1994)
- Goldeneye (1995)
- La màscara del Zorro (1998)
- Límit vertical (2000)
- Beyond Borders (2003)
- La llegenda del Zorro (2005)
- Casino Royale (2006)
- Edge of Darkness (2010)
- Green Lantern (2011)
- The Foreigner (2017)
- Across the River and into the Trees (2018)

### Televisió
- The Professionals (sèrie TV) (1978 - 1980; 5 Episodis)
- Minder (Sèrie TV) (1980; 2 Episodis)
- Shoestring (Sèrie TV) (1980; 1 Episodi)
- Reilly: The Ace of Spies (1983; 5 Episodis)
- Charlie (1984)
- Frankie and Johnnie (1985)
- Edge of Darkness (1985; 6 Episodis)
- Cast a Deadly Spell (1991)
- 10-8: Officers on Duty (2003; 1 Episodi)